# Calycadenia fremontii
Calycadenia fremontii és una espècie de planta dins la família asteràcia. El seu epítet específic prové de John Charles Frémont. És planta nativa d'Oregon i nord de Califòrnia. És una planta anual de fins a un metre d'alt.